# 片倉温泉 (福島県)
片倉温泉（かたくらおんせん）は、福島県石川郡石川町（旧国陸奥国・明治以降の旧国磐城国）にある温泉。

## 泉質
- 弱アルカリ単純泉
- ラジウム鉱泉

## 温泉街
温泉街は存在せず、旅館も1軒のみである。

## 歴史
源泉は、遡ること1000年前の平安時代初期に、弘法大師空海が掘り当てたとされている。当地の人に親しまれてきたが、昭和初期に旧片倉財閥のオーナが片倉製糸工業の別邸及び保養所とした。この片倉財閥の名をとって、片倉温泉と当温泉は名づけられている。

## アクセス
- 鉄道 : 水郡線磐城石川駅より徒歩約5分。
- 車 : 東北自動車道須賀川ICから国道118号線を約30分、または白河ICから県道経由約40分となる。